# Серёжников, Василий Константинович
Василий Константинович Серёжников (4 апреля 1885 — 20 сентября 1952) — русский, советский советский теоретик искусства декламации, педагог, режиссёр и актёр. Заслуженный артист РСФСР (1934).
Наиболее известен, как создатель, бессменный руководитель и преподаватель первых курсов дикции и декламации в Москве (1913—1919), преобразованные затем в Государственный институт декламации (ГИД) (осень 1919-го). Осенью 1920 года учебное заведение было переименовано в Государственный институт слова (ГИС), а в январе 1922 года закрыто. Институт подчинялся ТЕО Наркомпроса, готовил актёров чтецов, а также помогал всем желающим освоить приёмы ораторского искусства.
После закрытия института, в 1923 году Серёжников вместе со своими учениками и последователями создал Московский передвижной театр чтеца, который просуществовал до конца 1930-х годов. Василий Серёжников активно занимался разработкой и популяризацией жанра коллективной декламации («Ветер» и «Мятеж» Верхарна, «Зелёный шум» и отрывки из поэмы «Кому на Руси жить хорошо» Некрасова, «Пушкин», «Революционная поэзия» и другие).
Был незаконно репрессирован в 1935 году. Последние годы жизни проживал в Вольске, где и похоронен; выступал как чтец и лектор по вопросам культуры речи и художественного слова. Реабилитирован посмертно в 1958 году.

## Сочинения
- Искусство художественного чтения. Вып. 1, М.- П., 1923, вып. 2, М., 1924;
- Картавость и методы её устранения, М., 1925; Коллективная декламация, М., 1927;
- Мастерство чтеца, М., 1929, 1930;
- Коллективная декламация, «Вестник театра», М., 1920, № 63 и 72-73;
- Психология декламационного творчества, «Театр и музыка», М., 1923, № 10.